# Садковиці (Мазовецьке воєводство)
Садковиці (пол. Sadkowice) — село в Польщі, у гміні Солець-над-Віслою Ліпського повіту Мазовецького воєводства.
Населення — 495 осіб (2011).
У 1975-1998 роках село належало до Радомського воєводства.

## Демографія
Демографічна структура станом на 31 березня 2011 року:
|          | Загалом | Допрацездатний вік | Працездатний вік | Постпрацездатний вік |
| -------- | ------- | ------------------ | ---------------- | -------------------- |
| Чоловіки | 245     | 38                 | 171              | 36                   |
| Жінки    | 250     | 40                 | 127              | 83                   |
| Разом    | 495     | 78                 | 298              | 119                  |